# Oosterpark Stadion
Oosterpark Stadion – wielofunkcyjny stadion, położony w mieście Groningen, Holandia. Oddany został do użytku 1933 roku. Swoje mecze na tym obiekcie rozgrywał zespół FC Groningen, aż do 2005 roku, kiedy to klub przeniósł się na nowoczesny Euroborg. Pojemność stadionu dochodziła do 22 000 osób w latach 80.. Obecnie wynosi 11 224 miejsca.
Rekord frekwencji został ustanowiony w 1988 roku, podczas meczu ligowego pomiędzy: FC Groningen oraz Servette FC i wynosi 19 500 osób.

## Reprezentacja Holandii
Oosterpark Stadion gościł dwa mecze reprezentacji Holandii we wczesnych latach 80.
Ostatni mecz został rozegrany 7 września 1983 roku, przeciwko reprezentacji Islandii w eliminacjach do Euro 1984. Holandia wygrała 3:0 po bramkach:Ronalda Koemana, Ruuda Gullita i Petera Houtmana.